# Iglesia de San Lucas Evangelista (Cheste)
La iglesia parroquial de San Lucas Evangelista se sitúa en el municipio de Cheste, en la provincia de Valencia, España.
Este templo es un edificio religioso de estilos barroco y rococó construido en el siglo XVIII, y es una muestra ejemplar del esplendor barroco de orientaciones clasicistas que surgió en Valencia en la primera mitad del siglo XVIII, bajo la influencia del tratado de arquitectura del Padre Tosca (1712), que recogía las novedades de la arquitectura italiana.
En San Lucas se reinterpretan magistralmente dos obras excepcionales de la inmediata tradición arquitectónica valenciana: la torre, versión en clave clasicista de la salomónica Torre de Santa Catalina, y la fachada, del modelo de fachada a la romana, vignolesca, de órdenes superpuestos y enlazados por esbeltas volutas, inaugurada en la arquitectura valenciana de principios de siglo por la fachada de Santo Tomás atribuida al Padre Tosca.
En ella trabajaron los más importantes artistas de la época, tales como José Vergara, Antonio Gilabert, Pedro Juan Isart, Tomás Llorens, Antonio Richart y José Esteve Luciano.

## Descripción

### Planta
La planta del edificio es de cruz latina de tipo jesuítico, pues la profundidad de las capillas laterales iguala a la del crucero, de aproximadamente 54,50 por 25 metros, y de una altura de 20 m, alcanzando el remate de la linterna de la cúpula los 36 m. Desde el crucero, dos puertas comunican con la sacristía y con la capilla de la Comunión. A su vez, estas dos estancias comunican con el presbiterio y con una sucesión de pequeños espacios situados en la parte posterior.
La estructura inicial de la iglesia quedó modificada por las reformas del siglo XIX, abriéndose los actuales arcos que comunican entre sí las capillas laterales, transformando la iglesia en un modelo claustral.

### Fachada principal
La composición de la fachada principal responde al modelo vignolesco derivado de la Iglesia del Gesù de Roma. Con dos pisos de desigual altura, la fachada se compartimenta por órdenes arquitectónicos, corintio en el primero y compuesto en el segundo. La división en vertical con tres espacios en el cuerpo bajo y uno en el alto se hace mediante pilastras pareadas en la calle central y simples en los extremos del cuerpo bajo. El tratamiento de los elementos arquitectónicos con secuencias rítmicas de los órdenes y de los volúmenes produce un importante juego de luces y sombras.

### Torre Campanario
La torre-campanario, de planta hexagonal, es un esbelto elemento de casi cincuenta metros de altura. El cuerpo base se divide en tres tramos de recuadros resaltados y el cuerpo de campanas con columnas dóricas flanqueando los huecos y los estribos rematados por ménsulas recurvadas, suponen una interpretación clasicista de la Torre de Santa Catalina de Valencia.
El remate del campanario lo forman dos cuerpos más cuyo tránsito se establece a través de volutas que descansan en los contrafuertes del cuerpo bajo y se elevan luego hacia el cupulín con veleta que culmina el conjunto. Toda la obra está hecha con sillería de piedra blanca de Yátova, muy bien trabada y aparejada.